# Quercus welshii
Quercus welshii là một loài thực vật có hoa trong họ Cử. Loài này được R.A.Denham mô tả khoa học đầu tiên năm 2003.